# 今里準太郎
今里 準太郎（凖太郎、いまざと じゅんたろう、1886年（明治19年）11月15日 - 1976年（昭和51年）12月28日）は、明治末から昭和期の右翼活動家、実業家、政治家。衆議院議員。

## 経歴
長崎県東彼杵郡萱瀬村（現大村市）で、今里和平の三男として生まれ、1907年（明治40年）6月、家督を相続した。大村中学校（現長崎県立大村高等学校）を経て、1907年、早稲田大学大学部政治経済学科を卒業した。兵役に就き陸軍三等主計となる。
北海道に渡り小樽新聞の記者となる。養狐業、鉄工機械商・今里商会の経営などを行い、その後、樺太で木材売買業を営み成功した。
1924年（大正13年）5月、第15回衆議院議員総選挙に長崎県第3区から無所属で出馬して当選し、衆議院議員に1期在任した。その後、1928年（昭和3年）2月の第16回総選挙に長崎県第2区から立憲政友会所属で立候補したが最下位で落選した。
1925年（大正14年）全亜細亜協会を創立し専務理事に就任。その他、皇道会副会長、みそぎ会会長、新華総会会長などを務め、日中間を往復して大陸工作に従事した。
戦後、兄弟社社長、アジア同志会会長を務めた。

## 著作
- 『北海道会史』今里準太郎、1918年[4]。
- 今里他編纂『満洲の家理』泰山房、1933年。